# Zbarzewo
Zbarzewo (niem. do 1918 Bargen) – wieś w Polsce, położona w województwie wielkopolskim, w powiecie leszczyńskim, w gminie Włoszakowice. 
| SIMC    | Nazwa   | Rodzaj     |
| ------- | ------- | ---------- |
| 0377822 | Zbarzyk | przysiółek |

W latach 1975–1998 wieś administracyjnie należała do województwa leszczyńskiego.
We wsi znajduje się zniszczony pałac z 1902. Zachował się też kościół z 1470 fundacji rycerskiego rodu von Rottenburgów, restaurowany w II poł. XVII w. Wewnątrz znajdują się późnogotycka rzeźba św. Anny, ołtarz barokowy z obrazem Matki Boskiej z Dzieciątkiem. W drewnianej dzwonnicy znajdują się dwa stare dzwony: gotycki z 1457 i drugi z przełomu XVI/XVII w. Na murach zewnętrznych znajduje się jedna płyta nagrobna. Kościół otoczony jest cmentarzem.
Przy drodze do Włoszakowic stoi pomnik ku czci sześciu powstańców wielkopolskich poległych 11 stycznia 1919 r. oraz tablica poświęcona pamięci zamordowanych przez niemiecką straż graniczną w październiku 1939 r. W 1921 roku stacjonowała tu placówka 17 batalionu celnego.